# تپه آرامگاه نوح نبی
تپه مقبره نوح نبی مربوط به پیش‌از تاریخ- دوره اشکانیان - دوران‌های تاریخی پس از اسلام است و در شهرستان دلفان، بخش کاکاوند، روستای قمش واقع شده و این اثر در تاریخ ۱۹ اسفند ۱۳۸۰ با شمارهٔ ثبت ۴۸۷۶ به‌عنوان یکی از آثار ملی ایران به ثبت رسیده است.